# Zahnmuseum (Linz)

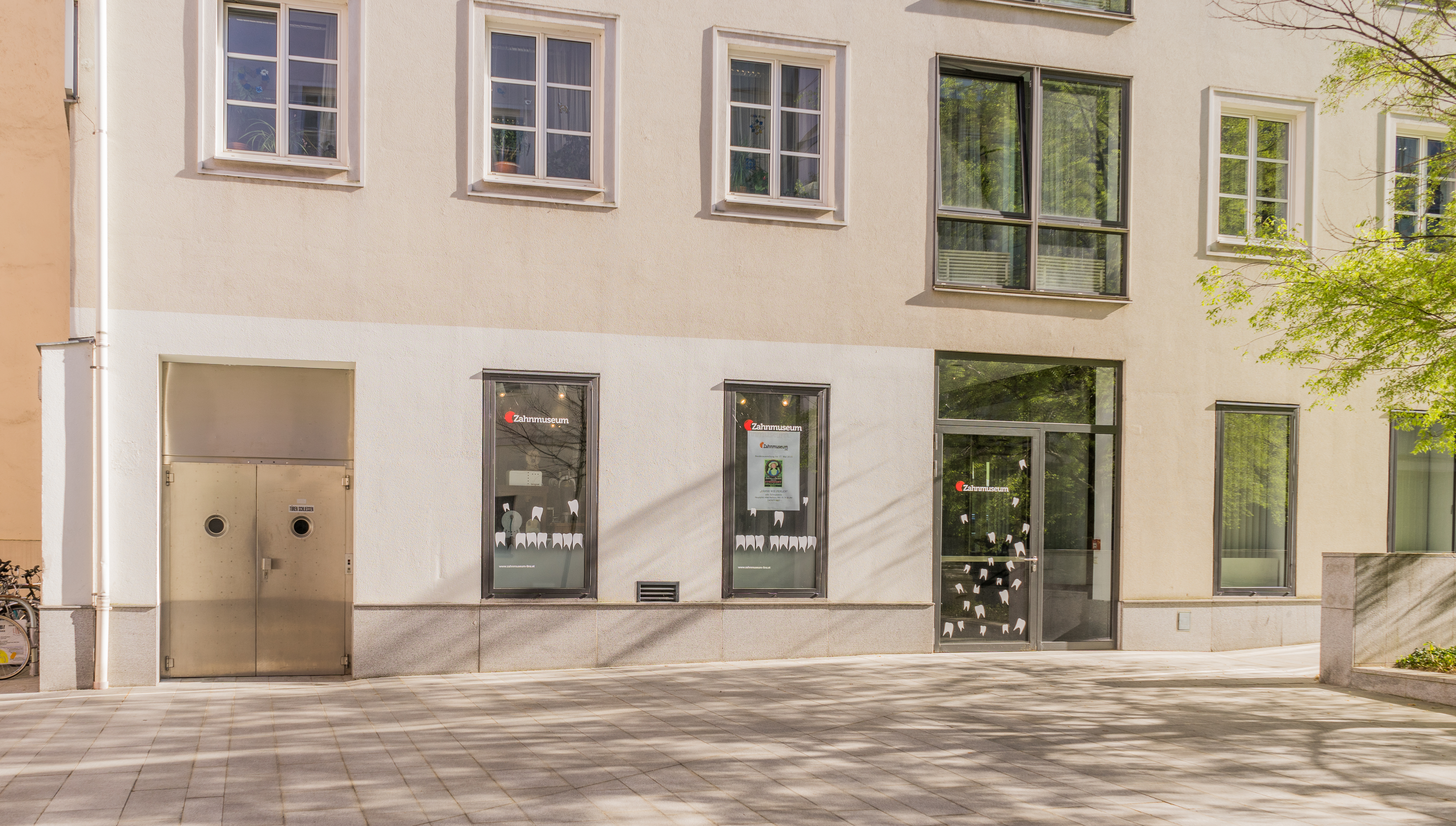
Zahnmuseum in Linz.

Das Linzer Museum für Geschichte der Zahnheilkunde präsentiert Objekte zur Geschichte der Zahnheilkunde und Zahntechnik. Das Museum befindet sich in einem Schauraum des Alten Rathauses in Linz in Oberösterreich.

## Geschichte des Museums
Das erste Museum für Zahnheilkunde in Oberösterreich geht auf den Zusammenschluss der Interessengemeinschaft für Geschichte der Zahnheilkunde in OÖ 1998 zurück. 1999 wurde die erste Ausstellung, Zahnmedizin im Wandel der Zeit, organisiert. Im Jahr darauf wurde das Museum eröffnet. Es war bis 2002 im AKh Linz untergebracht. 2002 organisierte die Interessengemeinschaft (IG) eine Ausstellung im Linzer Stadtmuseum Nordico. Im gleichen Jahr wandelte sie sich in einen Verein um und begann mit den Umbauten im Alten Rathaus Linz, wohin das Museum im Jahr 2003 übersiedelte.
Die Mitglieder des Vereins kommen aus verschiedenen Bereichen der Zahnmedizin, des Dentalhandels, der Dentalindustrie und Zahntechnik und arbeiten ehrenamtlich.

## Exponate
Das Museum ist der Erhaltung und Präsentation alter Apparaturen und Geräte aus der Zahnmedizin und -technik verschrieben. 
Aus Funden, die heute in archäologischen und anthropologischen Museen der ganzen Welt zu sehen sind, ist bekannt, dass eine Spezialisierung auf Zahnbehandlungen bis 3000 v. Chr. nachgewiesen werden kann. Ob Ägypter, Phönizier, Sumerer, Maya oder Etrusker, überall auf der Welt finden sich Hinweise auf „Zahnspezialisten“. Es wurden unterschiedliche Methoden entwickelt, Patienten von Schmerzen zu befreien und ihnen, aus kosmetischen, aber auch funktionellen Gründen, Zahnersatz anzufertigen. Um 660 n. Chr. wurden die ersten Versuche mit Silberamalgam als Füllungsmaterial unternommen; etwa um 1200 n. Chr. gab es die ersten Totalprothesen.
Das Museum für Zahnmedizin soll dem Besucher einen Überblick über die Entwicklung der Zahnmedizin von ca. 1700 bis in die heutige Zeit geben. Die ältesten Exponate sind ein Zahnschlüssel und ein sogenannter „Bader-Stuhl“. Der Bader-Stuhl erhielt seinen Namen von dem mittelalterlichen Beruf des Baders, der zu dieser Zeit der „Arzt der kleinen Leute“ war. Aber auch damals gab es Spezialisten; sie wurden, nach der einzigen bekannten Art, einen schmerzenden Zahn zu entfernen, Zahnbrecher genannt.
Frühe Fußtretbohrmaschinen, Pumpstühle, Röntgengeräte u. Ä. geben eine Vorstellung vom Ambiente in Zahnarztpraxen vergangener Zeiten.
Instrumente, Beispiele von heute nicht mehr vorstellbarem Zahnersatz sowie Zahnkronen und Prothesen werden in Vitrinen ausgestellt. Auch Zahnregulierungsapparaten von einst und jetzt ist ein Teil der Ausstellung gewidmet.
Unter den zahlreichen Ausstellungsstücken findet sich auch ein Bild der heiligen Apollonia, der Schutzheiligen der Zahnärzte.